# Durian
Durian je jedlé ovoce několika druhů stromů patřících do rodu Durio, z čeledi slézovité (Malvaceae). Mezi třiceti druhy durianu je známo devět, které plodí jedlé ovoce. Některé další druhy nejsou dobře prozkoumány.

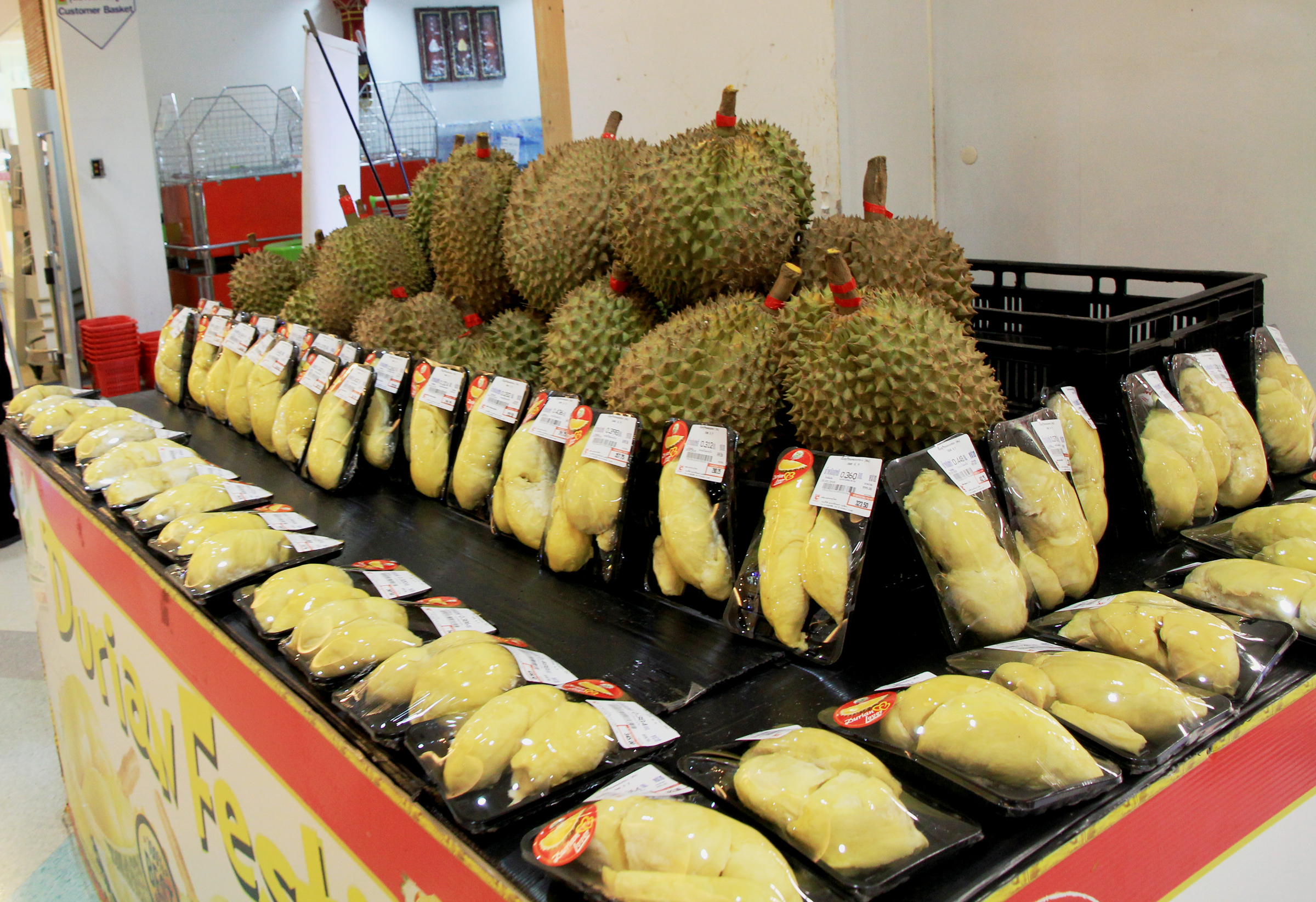
Plody durianu v obchodě, Thajsko

Jako durian je mezinárodně známý především plod durianu cibetkového (Durio zibethinus). Ostatní druhy jsou k dispozici pouze na místních trzích.
Durian, přezdívaný „král ovoce“ a labužníky celého světa považovaný za lahodnou pochoutku , je charakteristický svou velikostí, silnou vůní a tlustou slupkou pokrytou pyramidovitými trny. Plod může dorůst délky až 30 cm a průměru 15 cm a má obvykle hmotnost 1–3 kg. V závislosti na druhu je plod podlouhlý až kulatý, barva slupky se pohybuje od zelené po hnědou a dužiny, ukrývající červenohnědá semena, od světle žluté po hnědou.
Jedlá dužina vydává charakteristickou silnou a pronikavou vůní, a to i když je slupka neporušená. Některým lidem durian chutná kvůli své lahodné sladké chuti, zatímco jiným aroma připadá příliš intenzivní až odpuzující. Vůně durianu vyvolává různorodé reakce od velmi pozitivních až po velmi negativní a je přirovnávána k vanilkové zmrzlině, hořkým mandlím, pudingu, ale též např. shnilé cibuli, unikajícímu plynu terpentýnu nebo žumpě. Kvůli pronikavosti své vůně je v jihovýchodní Asii durian zakázán v některých hotelích a prostředcích veřejné dopravy.
Durian, pocházející z jihovýchodní Asie, je na Západě znám přibližně 600 let. Britský přírodovědec 19. století Alfred Russel Wallace popsal jeho chuť jako „bohatý vanilkový krém s výraznou chutí mandlí“. Dužina, kterou lze konzumovat v různém stadiu zralosti, se používá k ochucení široké řady chuťově výrazných a sladkých potravin v kuchyních jihovýchodní Asie. Po uvaření je možné jíst i semena.
Existují stovky kultivarů durianu, přičemž mnoho konzumentů upřednostňuje pouze určité, jejichž cena na trhu je pak vyšší.

## Druhy durianu
Ze třiceti známých druhů durianu bylo dodnes identifikováno devět majících jedlý plod. Existuje však mnoho druhů, u nichž nebyl plod nikdy získán nebo dobře popsán, a je tedy pravděpodobné, že jsou i další druhy s jedlými plody. Toto je devět druhů, u nichž je nyní známo, že mají jedlé plody:

Mapa rozšíření durianu cibetkového, zeleně oblast původního výskytu

- Mapa rozšíření durianu cibetkového, zeleně oblast původního výskytuDurian cibetkový (Durio zibethinus), z něj pochází známé ovoce.
- Durio dulcis.
- Durio grandiflorus.
- Durio graveolens, také durian burung, durian kuning, durian merah, durian otak udang galah, tabelak nebo červenomasý durian. Strom je vysoký až 50 m. Plod má oranžově-žlutou dužinu a je pokryt 1 cm dlouhými trny. D. graveolens je podobný D. dulcis, na rozdíl od něj se však otevírá již na stromě a má tmavě červenou dužinu oproti tmavě žluté. Durian suluk, nebo také durian siunggong, je přírodní hybrid mezi druhem durianem cibetkovým a druhem D. graveolens, přičemž si zachovává chuť a texturu durianu cibetkového s jemnými tóny spáleného karamelu druh D. graveolens. Durian simpor je varianta druhu D. graveolens s jemnější chutí a žlutou dužinou.
- Durio kutejensis, strom vysoký až 30 m, oblíbený v Bruneji.
- Durio lowianus, také durian duan, strom vysoký až 50 m s červenými a podlouhlými květy a oválným plodem se žlutou dužinou.
- Durio macrantha.
- Durio oxleyanus, také durian sukang, durian beludu, isu nebo kerontangan. Strom je vysoký až 40 m. Malý, kulatý šedozelený plod s pyramidovitými, mírně zahnutými trny páchne více než ostatní duriany. Dužina je žlutá, s jemnou texturou a sladká.
- Durio testudinarum, také želví nebo kura-kura durian. Strom je středně vysoký, dosahující až 25 m. Protože se jedná o samosprašný druh, jeho variabilita je menší a má delší období kvetení. Dužina je světle žlutá a má silnější pach než ostatní druhy rodu durian.

Toto jsou druhy, u nichž zatím nebyly zjištěny jedlé plody:
- Durio acutifolius (Mast.) Kosterm., rozšířený na Borneu.
- Durio affinis (Becc.), rozšířený v Západním Kalimantanu a Sabahu.
- Durio beccarianus (Kosterm. & Soegeng.), rozšířený v Západním Kalimantanu.
- Durio bukitrayaensis (Kosterm.).
- Durio burmanicus (Soegeng.).
- Durio carinatus (Mast.), rozšířený v pevninské části Malajsie a na Borneu.
- Durio crassipes (Kosterm.), rozšířený v oblastech Tenom a Sipitang Sabahu.
- Durio excelsus (Korth.) Bakh., rozšířený v Kalimantanu.
- Durio griffithii (Mast.) Bakh., rozšířený v pevninské části Malajsie, na Sumatře a Borneu.
- Durio kinabaluensis (Kosterm & Soegeng), rozšířený v Sabahu.
- Durio lanceolatus (Mast.), rozšířený na Borneu.
- Durio lissocarpus (Mast.), rozšířený na Borneu.
- Durio macrolepis (Kosterm.), rozšířený v pevninské části Malajsie.
- Durio macrophyllus (Ridl.), rozšířený v pevninské části Malajsie.
- Durio malaccensis (Planch.), rozšířený v pevninské části Malajsie a na Sumatře. Normálně má bílé květy, ale v Johoru byly nalezeny některé stromy druhu D. malaccensis s načervenalými květy, možná vzájemným opylením s druhy D. lowianus nebo D. pinangianus, které mají růžové nebo červené květy.
- Durio mansoni (Gamble) Bakh., rozšířený v Myanmaru.
- Durio oblongus (Mast.), rozšířený v Sarawaku.
- Durio pinangianus (Ridl.). rozšířený v pevninské části Malajsie v Peraku a Penangu.
- Durio purpureus (Kosterm. & Soegeng.), rozšířený v Západním Kalimantanu.
- Durio singaporensis (Ridl.), rozšířený v pevninské části Malajsie.
- Durio wyatt-Smithii (Kosterm.), rozšířený v pevninské části Malajsie (Terengganu).

## Popis

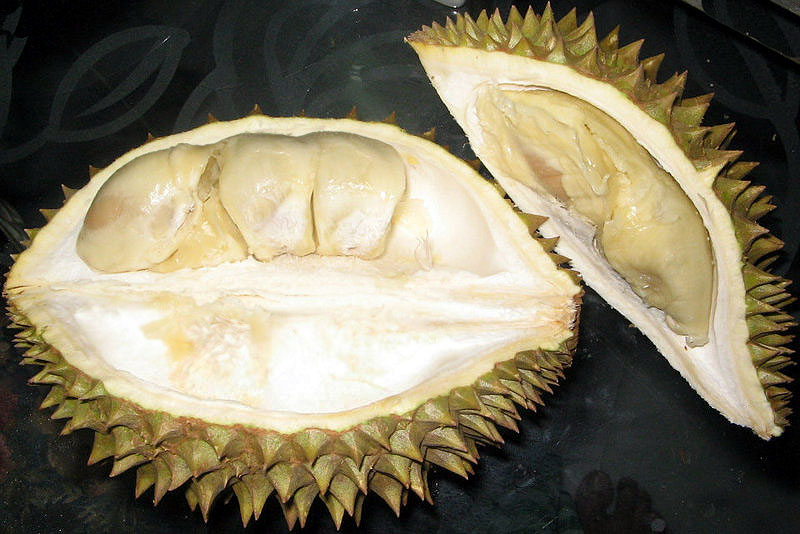
Durian.

Stromy durianu jsou vysoké s výškou až 25–50 metrů v závislosti na druhu. Neopadávající listy jsou elipsovité až obdélníkovité, dlouhé 10–18 cm. Květy rostou ve shlucích po třech až třiceti pohromadě na velkých větvích a přímo na kmeni. Každý květ má kalich s pěti (výjimečně čtyřmi nebo šesti) okvětními lístky. Durian kvete jednou nebo dvakrát za rok, avšak čas kvetení je různý podle druhu, kultivaru a místa. Běžný strom durianu plodí ovoce po čtyřech až pěti letech. Plod durianu může být na libovolné větvi a zraje přibližně tři měsíce od opylení. Plod dorůstá délky až 30 cm s průměrem až 15 cm a má hmotnost 1 až 3 kg. V závislosti na druhu má hranatý až kulatý tvar, barva jeho slupky je zelená až hnědá a dužina světle žlutá až červená. Durian se trochu podobá žakii, ale jedná se o nepříbuzný druh.
Název durian pochází z malajského slova duri (trn) a přípony -an (sloužící ke tvoření podstatných jmen). Durian cibetkový je jediný ve velkém objemu komerčně pěstovaný druh a jediný, který je dostupný také mimo oblast původu. Přívlastek cibetkový odkazuje na cibetku asijskou. Není však shoda na tom, zda toto pojmenování od Linného znamená, že má cibetka durian tak ráda, že byl plod používán jako návnada, nebo že jako cibetka páchne.
Květy durianu jsou velké a lehké s vydatným množstvím nektaru a vydávají těžký, kyselý, máslovitý pach. Tyto vlastnosti jsou typické pro květy opylované určitým druhem netopýra, který se živí nektarem a pylem. Podle malajského výzkumu ze 70. let 20. století jsou durian opylovány téměř výhradně kaloněm jeskynním. Podle studie z roku 1996 jsou však dva druhy, D. grandiflorus a D. oblongu, opylovány ptáky strdimilovitými a druh D. kutejensis včelou obrovskou, ptáky i netopýry.